# Beto
Roberto Luís Gaspar de Deus Severo známý jako Beto (* 3. květen 1976 Lisabon) je bývalý portugalský fotbalista. Nastupoval především na postu obránce.
S portugalskou reprezentací získal bronzovou medaili na mistrovství Evropy 2000 a stříbro na mistrovství Evropy 2004. Hrál též na světovém šampionátu v Koreji a Japonsku roku 2002. Zúčastnil se rovněž olympijských her v Atlantě v roce 1996. V národním týmu působil v letech 1997–2004 a odehrál 31 utkání, v nichž vstřelil 2 branky.
Se Sportingem Lisabon se stal dvakrát mistrem Portugalska (1999/00, 2001/02) a vyhrál portugalský pohár (2001/02).